# Sagron Mis
Sagron Mis é uma comuna italiana da região do Trentino-Alto Ádige, província de Trento, com cerca de 207 habitantes. Estende-se por uma área de 11 km2, tendo uma densidade populacional de 19 hab/km2. Faz divisa com Gosaldo (BL), Cesiomaggiore (BL), Tonadico e Transacqua.

## Cidades irmãs
- Piraquara, Paraná, Brasil [4]